# Ветошкинская волость
Ветошкинская волость — административно-территориальная единица Сергачского уезда Нижегородской губернии Российской империи и РСФСР.

## История
Образована в ходе крестьянской реформы Александра II на территории Сергачского уезда. Включила в себя сельские общества, образованные в селениях бывших крепостных, принадлежавших дворянам Пашковым. В селе Ветошкине, центре волости, сохранилась усадьба, построенная в 1890-х годах архитектором П. С. Бойцовым для В. А. Пашкова.
После революции на территории волости были организованы Ветошкинский и Сурковский сельсоветы, часть территории вошла в состав Гагинского и Юрьевского сельсоветов. К 1923 году Ветошкинская волость была упразднена, его территория стала частью укрупненной Гагинской волости.

## Населённые пункты
- село Барская Поляна,
- село Ветошкино — административный центр,
- село Васильевка (Машуково),
- деревня Ройка,
- деревня Сурки,
- деревня Тяпино.